# Бернгардт Голтерман
Бернгардт Отто Голтерман (англ. Bernhardt Otto Holtermann; 29 квітня 1838 — 29 квітня 1885) — австралійський золотодобувач, бізнесмен, політик і фотограф німецького походження.

## Біографія
Бернгардт Голтерман народився 29 квітня 1838 року в Гамбурзі, був сином Джона Генрі Голтермана, торговця, і його дружини Анни. Після закінчення школи він працював в офісі свого дядька протягом п'яти років.
Не бажаючи служити в прусських військових протягом трьох років, він першим ділом відправився на кораблі в Ліверпуль, куди прибув 15 квітня 1858 року. Там він відплив на Салем 29 квітня 1858 року і досяг Мельбурна в Австралії 7 серпня 1858 року. На цьому кораблі вибухнула хвороба, від якої померли чотири члени екіпажу. Захворіла молода жінка, і Голтерман, який володів медичними знаннями, вилікував цю жінку. Це принесло йому велике визнання на кораблі.
22 лютого 1868 року в Батерсті Голтерман одружився з Гаррієт Емметт. У шлюбі було три сини і дві дочки.

## Золотодобувна промисловість

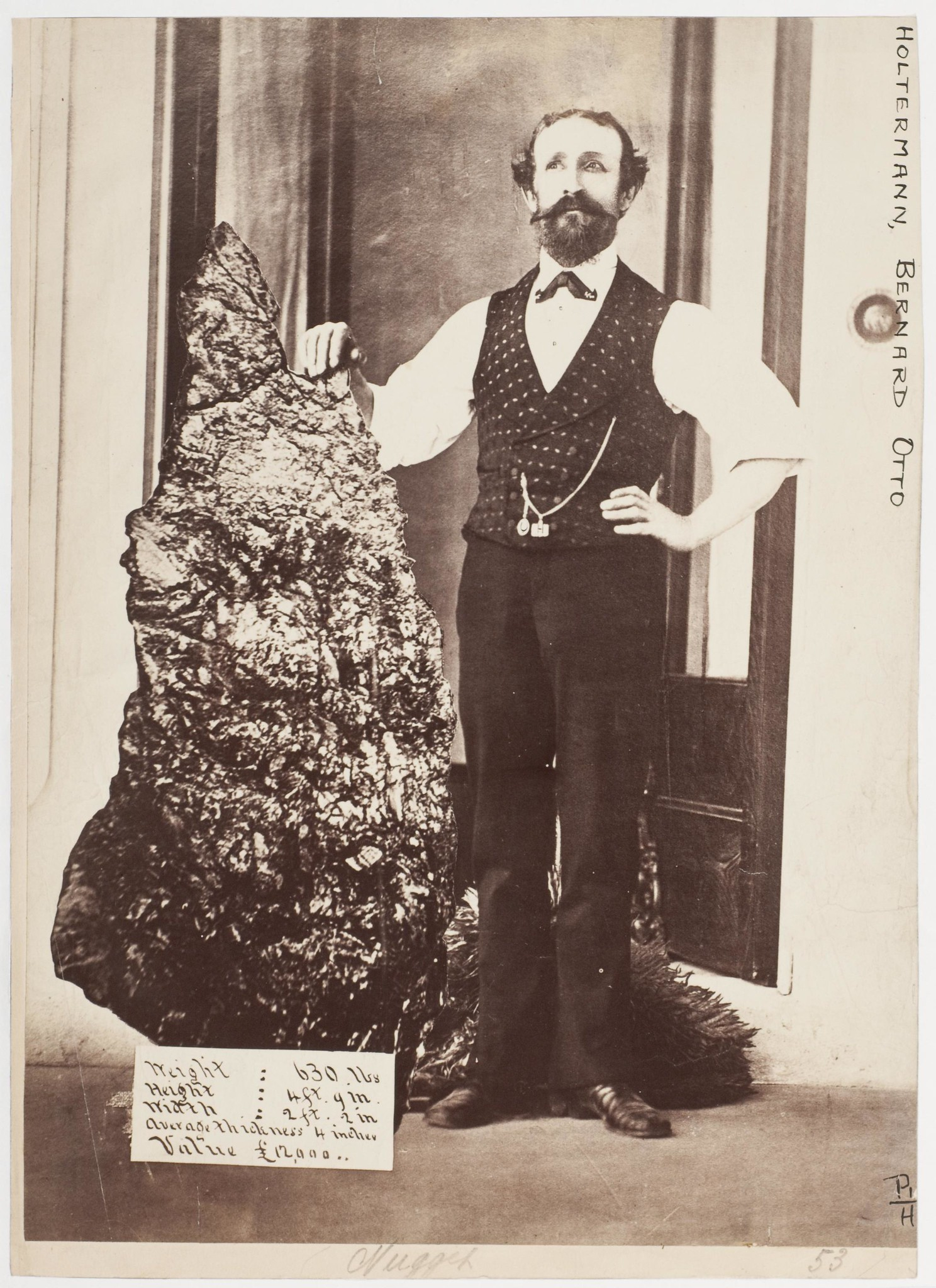
Бернгардт Голтерман з 630-футовою брилою, яка на 75% складається із золота, виявленою в 1872 році в Гілл-Енді

З Мельбурна він відправився в Сідней по місту, куди прибув 12 серпня 1858 року. Він хотів зустрітися зі своїм братом, але той був на золотих полях. Оскільки він мало знав англійську мову, його пошуки роботи залишилися безрезультатними, і з 13 вересня 1858 року він подорожував на торговому кораблі  між Сіднеєм і Новою Каледонією. 29 січня 1859 року він знову повернувся до Сіднея. Там він працював офіціантом у Гамбурзькому готелі, де познайомився з Хьюго Людвігом Луїсом Бейерсом, досвідченим золотошукачем.
У 1861 році вони придбали ділянку у золотошукача Гілл-Енд, який вони назвали «Star of Hope Mine». Обидва взяли на себе інші роботи, тому що у них не було достатніх фінансових коштів для роботи шахти. Наприклад, Голтерман працював пекарем, м'ясником і поромником. Кожного разу, коли вони заробляли достатньо грошей, вони працювали у своїй шахті. Голтерман мало не втратив життя на шахті, коли поруч з ним вибухнула вибухівка і сильно поранила його в обличчя. Після цього він шість місяців не працював і боровся зі смертю. Коли у них закінчилися гроші, Голтерман позичив гроші у китайського бізнесмена, які він повернув після великої золотої знахідки в жовтні 1872 року. Після того, як вони обидва безуспішно працювали в своїй шахті протягом обох років, в 1867 році їм вдалося знайти золото, яке принесло їм кілька сотень фунтів. Голтерман інвестував у готель «All Nations», який він керував до 1869 року. Він продав його і інвестував у два досі невдалих золотих рудника на Чемберс-Крік і Кореневої Хун річки Маккуорі. 17 лютого 1872 року була заснована «Star of Hope Mine Co». Зі статутним капіталом у розмірі 72 000 фунтів стерлінгів. Голтерман, зі свого боку, наполягав на тому, щоб його найняли начальником шахти.
У 1882 році, з третьої спроби, Голтерман був обраний до Законодавчих зборів Нового Південного Уельсу Сент-Леонардс, де він служив до самої своєї смерті.